# Allene R. Jeanes

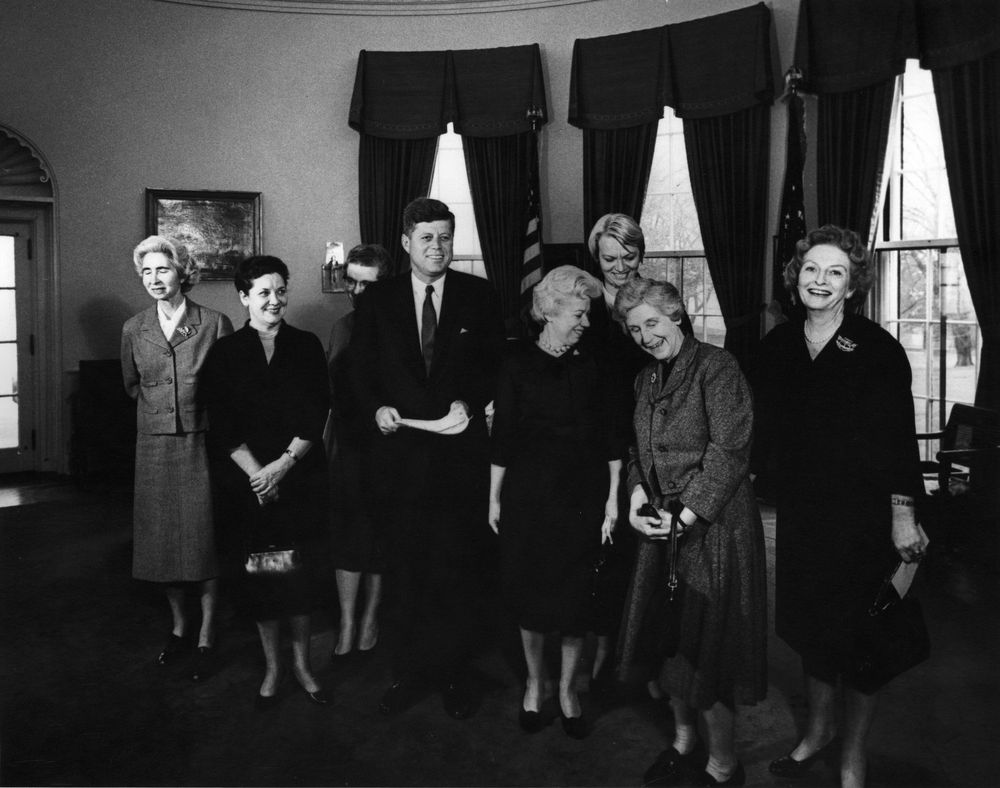
Allene R. Jeanes (erste von links) beim Besuch der Gewinnerinnen des Federal Woman’s Award 1962 im Weißen Haus bei Präsident Kennedy.

Allene Rosalind Jeanes (* 19. Juli 1906 in Waco, Texas; † 11. Dezember 1995 in Urbana, Illinois) war eine US-amerikanische Chemikerin (Organische Chemie). Sie arbeitete 35 Jahre für den Agricultural Research Service des Landwirtschaftsministeriums der Vereinigten Staaten, beschäftigte sich hauptsächlich mit Polysacchariden wie den Dextranen und war die Entdeckerin von Xanthan.

## Leben
Allene Rosalind Jeanes war Tochter von Largus Elonzo und Viola Jeanes, geborene Herring. Ihr Vater war Rangiermeister bei der St. Louis Northwestern Railroad. Sie wuchs in Waco auf, besuchte hier die Schule und machte 1924 ihren Highschool-Abschluss. Sie studierte dann Chemie an der Baylor University (Bachelor 1928) und Organische Chemie an der University of California, Berkeley (Master 1929). Sie unterrichtete die nächsten fünf Jahre Naturwissenschaften am Athens College (heute Athens State University) in der namensgebenden Stadt in Alabama. 1936 ging sie an die University of Illinois at Urbana-Champaign und promovierte hier 1938 unter Roger Adams in organischer Chemie. Danach arbeitete sie bis 1940 im Labor von Claude Hudson am National Institutes of Health und danach für einige Monate bei Horace S. Isbell am National Bureau of Standards in Maryland.
1941 ging Allene R. Jeanes nach Peoria, Illinois, ans Northern Regional Laboratory des Landwirtschaftsministeriums der Vereinigten Staaten, wo sie bis zu ihrer Pensionierung 1976 wirkte. Das Northern Regional Laboratory (heute National Center for Agricultural Utilization Research) ist eines von vier 1938 gegründeten Forschungszentren des Agricultural Research Service. In den 1940er Jahren beschäftigte sich Allene R. Jeanes mit der Hydrolyse von Stärke. Ihr besonderes Augenmerk lag auf dem Abbauprodukt Isomaltose, zu dessen Untersuchung sie große Mengen aus dem Abbau von Dextran gewann, das sie mit Hilfe des Milchsäurebakteriums Leuconostoc mesenteroides produzierte. In den 1950er Jahren war sie maßgeblich mitbeteiligt an der Entwicklung geeigneter mikrobieller Produktionsverfahren von Dextran für die Verwendung als Blutersatz und ab den 1960er Jahren suchte sie nach einem Ersatz für importierte Pflanzengummi-Sorten. Diese natürlichen Polysaccharide sind in der Lage, die Viskosität von Lösungen selbst bei geringer Konzentration stark zu erhöhen, und werden in der Lebensmittelindustrie als Verdickungsmittel, Geliermittel und Stabilisatoren eingesetzt. Ihr Team fand Xanthan als Alternative, das mit Hilfe des Bakteriums Xanthomonas campestris aus zuckerhaltigen Substraten gewonnen wurde und heute als Lebensmittelzusatzstoff E 415 vielfältige Verwendung findet.

## Auszeichnungen
- 1956: Garvan-Olin-Medaille (American Chemical Society)
- 1956: Distinguished Service Award (United States Department of Agriculture)[2]
- 1962: Federal Woman’s Award (United States Civil Service Commission)
- 1968: Superior Service Award (United States Department of Agriculture)[2]
- 1999: Science Hall of Fame (Agricultural Research Service, United States Department of Agriculture)[4]